# Championnat du Mozambique de football 1992
Navigation
Saison précédente Saison 1999-2000
La saison 1992 du Championnat du Mozambique de football est la dix-septième édition du championnat de première division au Mozambique. Les huit meilleurs clubs du pays sont regroupés au sein d'une poule unique où ils s'affrontent deux fois, à domicile et à l'extérieur. En fin de saison, les deux derniers sont relégués et remplacés par les deux meilleurs clubs de deuxième division.
C'est le CD Costa do Sol, tenant du titre, qui remporte à nouveau le championnat cette saison après avoir terminé en tête du classement final, avec deux points d'avance sur le Clube Ferroviario de Maputo et trois sur le CD Matchedje. C'est le quatrième titre de champion du Mozambique de l'histoire du club, qui réussit même le doublé en s'imposant en finale de la Coupe du Mozambique face à Clube de Gaza.

## Les clubs participants
| - CD Costa do Sol - CD Maxaquene - CD Matchedje - Clube Ferroviario de Maputo | - Chingale de Tete - Grupo Desportivo de Maputo - Clube de Gaza - Conseng de Maputo |

## Compétition

### Classement
Le barème utilisé pour établir le classement est le suivant :
- Victoire : 2 points
- Match nul : 1 point
- Défaite, forfait ou abandon : 0 point

| Rang | Équipe                      | Pts | J  | G | N | P  | Bp | Bc | Diff |
| ---- | --------------------------- | --- | -- | - | - | -- | -- | -- | ---- |
| 1    | CD Costa do Sol'T'C         | 20  | 14 | 8 | 4 | 2  | 16 | 5  | +11  |
| 2    | Clube Ferroviário de Maputo | 18  | 14 | 7 | 4 | 3  | 18 | 14 | +4   |
| 3    | CD Matchedje                | 17  | 14 | 6 | 5 | 3  | 20 | 10 | +10  |
| 4    | Clube de Gaza               | 16  | 14 | 6 | 4 | 4  | 16 | 11 | +5   |
| 5    | Grupo Desportivo de Maputo  | 15  | 14 | 7 | 1 | 6  | 14 | 6  | +8   |
| 6    | CD Maxaquene                | 14  | 14 | 4 | 6 | 4  | 11 | 11 | 0    |
| 7    | Chingale de Tete            | 9   | 14 | 2 | 5 | 7  | 10 | 25 | -15  |
| 8    | Conseng de Maputo           | 3   | 14 | 1 | 1 | 12 | 5  | 28 | -23  |

|  | Qualification pour la Coupe des clubs champions africains 1993 |
|  | Qualification pour la Coupe des Coupes 1993                    |
|  | Qualification pour la Coupe de la CAF 1993                     |
|  | Relégation directe en deuxième division                        |
|  | T : Tenant du titre C : Vainqueur de la Coupe du Mozambique    |

## Bilan de la saison
| Championnat du Mozambique de football 1992 |                             |
| Champion                                   | CD Costa do Sol (4e titre)  |
| Coupes et trophées                         |                             |
| Vainqueur de la Coupe du Mozambique 1992   | CD Costa do Sol             |
| Qualifications continentales               |                             |
| Coupe des clubs champions africains 1993   | CD Costa do Sol             |
| Coupe des Coupes 1993                      | Clube de Gaza               |
| Coupe de la CAF 1993                       | Clube Ferroviario de Maputo |
| Promotions et relégations                  |                             |
| Promus en Moçambola                        | Inconnus                    |
| Relégués                                   | Chingale de Tete            |
| Relégués                                   | Conseng de Maputo           |